# 卡尔布
卡尔布（法語：Carbes，法語發音：[kaʁb]）是法国奧克西塔尼大區塔恩省的一个市镇，属于卡斯特尔区。

## 地理
卡尔布（43°38'30"N, 2°9'22"E）面积7.4 平方千米，位于法国奧克西塔尼大區塔恩省，该省份为法国南部内陆省份，北起顺时针与阿韦龙省、埃罗省、奥德省、上加龙省和塔恩-加龙省接壤。
与卡尔布接壤的市镇（或旧市镇、城区）包括：卡斯特爾、弗雷日维尔、容基耶尔、阿古河畔维耶尔米。

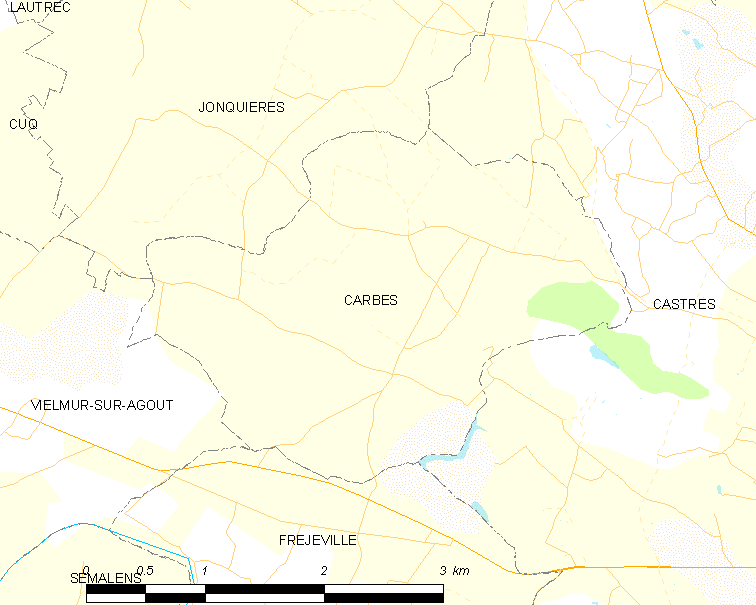
卡尔布的OSM定位图

卡尔布的时区为UTC+01:00、UTC+02:00（夏令时）。

## 行政
卡尔布的邮政编码为81570，INSEE市镇编码为81058。

## 政治
卡尔布所属的省级选区为阿古平原县。

## 人口

1962-2008年间卡尔布人口变化图示

卡尔布于2022年1月1日时的人口数量为241人。